# Massacre dos tâmeis no Ceilão em 1958
O pogrom anti-tâmil e tumultos no Ceilão de 1958, também conhecido como tumultos de 1958, refere-se aos primeiros distúrbios interétnicos e pogroms em toda a ilha tendo como alvo a minoria tâmil no Domínio do Ceilão, depois que este se tornou um país independente da Grã-Bretanha em 1948.
Os tumultos duraram de 22 de maio de 1958 a 27 de maio de 1958, embora alguns distúrbios esporádicos continuassem a ocorrer mesmo depois da declaração do estado de emergência em 1 de junho de 1958. A estimativa dos assassinatos variam, com base na contagem de cadáveres recuperados, entre 300 a 1 500 mortos. Embora a maioria das vítimas fosse tâmil, muitos civis cingaleses e suas propriedades também foram afetados tanto por ataques de cingaleses a outros cingaleses que forneceram refúgio aos tâmeis, como também em ataques de retaliação por tâmeis nas cidades de Batticaloa e Jaffna.
Esses distúrbios foram os primeiros grandes distúrbios étnicos em larga escala no país em mais de quarenta anos, os eventos de 1958 abalaram a confiança que as comunidades tinham uma pela outra e levaram a uma maior polarização.